# Lytle
Lytle é uma cidade localizada no estado norte-americano do Texas, no Condado de Atascosa, Condado de Bexar e Condado de Medina.

## Demografia
Segundo o censo norte-americano de 2000, a sua população era de 2383 habitantes.
Em 2006, foi estimada uma população de 2689, um aumento de 306 (12.8%).

## Geografia
De acordo com o United States Census Bureau tem uma área de 10,5 km², dos quais 10,4 km² cobertos por terra e 0,1 km² cobertos por água. Lytle localiza-se a aproximadamente 223 m acima do nível do mar.

## Localidades na vizinhança
O diagrama seguinte representa as localidades num raio de 16 km ao redor de Lytle.